# Lycée international de Ferney-Voltaire
Pour les articles homonymes, voir Lycée international.
Le lycée international de Ferney-Voltaire est constitué d'un lycée et d'un collège. Il est situé à Ferney-Voltaire et à Saint-Genis-Pouilly, dans l'Ain en France. Il dépend de l'académie de Lyon.

## Bâtiments
Les bâtiments furent construits à partir de la fin des années 1950. De 1992 à 1998, une extension du lycée a été réalisée par l'architecte Jean Dubus,. Le lycée international en tant que tel fut lui inauguré en 1978. Le site de Saint-Genis-Pouilly est entré en fonctionnement en septembre 2016.

## Classement du lycée
Avec 94 % de réussite au baccalauréat et 79 % de taux d'accès de la seconde au baccalauréat, en 2016, les résultats de l'établissement sont d'excellents niveaux. L'établissement scolarise une population marquée par une grande diversité d'origines (environ 90 nationalités), sociale (50 % d'élèves de familles favorisées, 15 % d'élèves de familles boursières), et de parcours scolaires (25 % des élèves en Sections Internationales, 75 en sections « classiques »).

## Présentation
Il fait partie des établissements entre autres à destination d'enfants dont les parents travaillent pour des organisations internationales, en particulier pour le CERN.

### Enseignement
Le lycée comporte cinq sections internationales (en anglais, en néerlandais, en italien, en espagnol, ainsi qu'en allemand), et possède des sections européennes (en anglais, allemand et en italien). Certaines sections internationales peuvent être payantes, comme l'anglaise, et d'autres gratuites, comme l'espagnole, payées par l'État du pays correspondant. Il possède également un Club MUN(pour Model United Station, en français, Modèle des Nations Unies).Le lycée ainsi que le collège disposent d'un restaurant scolaire qui permet aux élèves de déjeuner, et aux internes de dîner.

## Anciens professeurs et élèves
- David Pujadas, ancien élève[9].
- Denis Varaschin, président de l'université de Savoie (devenue l’Université Savoie Mont Blanc en 2015) depuis avril 2012[10] a été professeur d'histoire au lycée[11].
- Nina Bouraoui, romancière française d'origine algérienne. Ancienne élève[12].
- Matthieu Noël, ancien élève
- Florent Pagny, ancien élève
- Saphia Azzeddine, écrivaine, scénariste et réalisatrice. Ancienne élève.
- Erik Truffaz, trompettiste, compositeur